# Just Mathias Thiele
Just Mathias Thiele (født 13. december 1795 i København, død 9. november 1874 i København). Forfatter, folkemindesamler og kunsthistoriker. Han indsamlede og udgav danske folkesagn inspireret af brødrene Grimms arbejde. Thiele mødte billedhuggeren Bertel Thorvaldsen i Rom da han opholdt sig i byen fra 1823 til 1825. Her begyndte han arbejdet med Thorvaldsens biografi, som udkom i fire illustrerede bind 1831, 1832, 1848 og 1850. Den blev genudgivet i en billigere, forkortet udgave 1842-57. I sommeren 1844 fandt Thiele Thorvaldsens efterladte korrespondance under et ophold i Rom, og det førte til hans anden biografi ligeledes i fire bind: Thorvaldsens Ungdomshistorie, 1851; Thorvaldsen i Rom, 1805-1819, 1852;  Thorvaldsen i Rom. 1819-1839, 1854 og  Thorvaldsen i Kiøbenhavn. 1839-1844, 1856.
Thiele var sekretær og bibliotekar ved Kunstakademiet 1825-1871, hvor han også boede fra 1829 til sin død. I 1835 blev han inspektør ved Den kongelige Kobberstiksamling, som han udskilte fra Det Kongelige Bibliotek og åbnede for offentligheden i 1843. Han blev direktør for samlingen i 1861. Thiele fungerede desuden som privatsekretær for Christian (8.) Frederik fra 1838. Herudover skrev han nu glemte skuespil (opført på Det kongelige Teater) og en selvbiografi.
Søn af Johan Rudolph Thiele. Fader til Ida Thiele og T.N. Thiele.
Han blev titulær professor 1828, justitsråd 1840, etatsråd 1852, Ridder af Dannebrog 1835 og Dannebrogsmand 1840.
Han er begravet på Assistens Kirkegård.

### Skrifter af Just Mathias Thiele (kronologisk)
- Danske Folkesagn, I-IV. Kbh. 1818-23.
- Den danske Billedhugger Bertel Thorvaldsen og hans Værker, I-IV, Kbh. 1831-1850.
- Danmarks Folkesagn, I-II. Kbh. 1843. (Optrykt 1968).
- Den danske Almues overtroiske Meninger. (= Danmarks Folkesagn III). Kbh. 1860. (Optrykt 1968).
- Thorvaldsens Biographie, I-IV. Kbh. 1851-1856.
- Erindringer fra Bakkehuset, Kbh. 1869.
- Af mit Livs Aarbøger, I-II. 1873 (Optrykt, sammen med Erindringer fra Bakkehuset, med noter ved Carl Dumreicher, 1917).

### Sekundærlitteratur
- Hans Ellekilde, "Thieles Folkesagn", Festskrift til Vilhelm Andersen, 1934. findes også online her Arkiveret 27. september 2009 hos  Wayback Machine
- Arild Hald Kierkegaard, "Thieles danske folkesagn", Fyens Stiftstidende 3. september 2006, Flensborg Avis 23. september 2006. findes også online her Arkiveret 22. december 2006 hos  Wayback Machine